# هوربورگ-ماسلاو
هوربورگ-ماسلاو (به آلمانی: Horburg-Maßlau) یک منطقهٔ مسکونی در آلمان است که در لوینا واقع شده‌است.
 هوربورگ-ماسلاو  ۵۵۵ نفر جمعیت دارد.